# تفوند سيفي
تفوند سيفي هي بلدة ريفية موريتانية تقع في مقاطعة كيهيدي الواقعة في منطقة كوركول الواقعة في جنوب موريتانيا.

## الموقع
تقع بلدة تفوند سيفي في مقاطعة كيهيدي الواقعة في الجزء الجنوب الغربي من منطقة كوركول في موريتانيا، وتبلغ مساحتها 716 كيلومتر مربع، ويحدها من جهة الشمال بلدية لكصيبة، ويحدها من جهة الشرق بلدة فم لكليتة، ويحدها من جهة الجنوب الشرقي بلدة بيلكت ليتامة وبلدة دولول سيفي، ويحدها من جهة الشمال الغربي بلدية توكوماجي، بينما يحدها من جهة الحنوب الغربي نهر السنغال الذي يُشكّل حدود البلدة مع السنغال.
تتكون بلدة تفوند سيفي من عدة مناطق، لعل أكبرها هي قرية تفوند سيفي، والتي تقع على ضفاف نهر السنغال وتواجه مدينة ماتام في السنغال. وتعتبر الزوارق الآلية هي وسيلة الاتصال اليومية بين البلدة والضغة الأخرى.

## السكان
شهدت بلدة تفوند سيفي نموًّا سكانيًّا ملحوظًا خلال القرن الحادي والعشرين، حيث ارتفع عدد سكان البلدة من 7059 نسمة في عام 2000، إلى 8097 نسمة في عام 2013 بمُعدل نمو سنوي بلغ 1.1٪ على مدى 13 عامًا.

## التاريخ
تأسست بلدة تفوند سيفي بموجب المرسوم الصادر في 20 أكتوبر عام 1987 بشأن تأسيس البلديات الموريتانية.

## الاقتصاد
تُشكل الزراعة النشاط الاقتصادي الرئيسي لسكان بلدة تفوند سيفي مثلهم في ذلك مثل سكان جميع البلدات الموريتانية الموجودة في المنطقة تقريبًا. ومع ذلك فلا يزال اقتصاد البلدة متواضعًا وهش بسبب ما يواجهه من عقبات تُعرقل محاولات تنميته، ولا سيما الظروف المناخية أو قلة الإمكانيات المتوفرة للمزارعين. وفي سبيل للتغلب على هذه المعوقات، قامت الحكومة الموريتانية بالتعاون مع المنظمات غير الحكومية المختلفة لتمويل عدد من المشاريع التي تُساعد على تحسين الظروف المعيشية لسكان البلدة، مثل مشروع توزيع كميات كبيرة من الحبوب والأعلاف على السكان لتنمية النشاط الرعوي، إلى جانب مشاريع تنمية الأنشطة الأخرى مثل الصيد الداخلي أو تربية الأحياء المائية لمحاربة انعدام الأمن الغذائي والبطالة. كانت الحكومة الموريتانيّة قد بدأت أيضًا في بناء سوق للماشية في بلدة تفوند سيفي في نهاية عام 2020.